# Cyclura cychlura figginsi
Cyclura cychlura figginsi  — підвид ящірок родини ігуанові (Iguanidae).

## Поширення
Підвид є ендеміком Багамських островів. Це підвид відомий з невеликих рифів, розкиданих загальною протяжністю  понад 80 км по центральній і південній частині острова Ексума у західній частині архіпелагу Великий Багама.

### Підпопуляції
Загальна популяція підвиду становить менше 1 300 особин. Вона поділяється на вісім субпопуляцій: 
- Біттер Гуана Кей — 20-50 особин;
- Гаулін Кей — 275-325;
- Вайт Бей Кей — 200-250;
- Нодді Кей — 200-250;
- Норт Аддерлі Кей — 235-275;
- Ліст — <10;
- Гуана Кей — 80-90;
- Пастеру Кей — 16.

Чисельність популяції скорочується.

## Опис
Cyclura cychlura figginsi є найменшим з трьох підвидів C. cychlura. Досягає завдовжки близько 1 м (3,3 фути). Забарвлення тіла коливається від темно-сірого до чорного кольору, з білим або помаранчевим відтінком луски на голові і морді. Для виду, як і інших видів з роду Cyclura є характерним статевий диморфізм: самці більші за самок і мають більш спинні гребені, а також більші пори на стегнах, які використовуються, щоб випустити феромони.

## Спосіб життя
Ящірка використовує різні середовища проживання, включаючи піщані пляжі, вапнякові карсти, позбавлені рослинності і ділянки рослинності з піщаним ґрунтом або без нього. Щілини у вапняку і нори у піску використовуються як сховок в нічний час і за несприятливих погодних умов.